# Primal Fear (film)
Primal Fear is een Amerikaanse thriller uit 1996 van regisseur Gregory Hoblit. Deze baseerde het verhaal op William Diehls gelijknamige boek uit 1992 (in het Nederlands verschenen als 'Het teken van het beest'). Edward Norton kreeg voor zijn filmdebuut in Primal Fear onder meer een Golden Globe en werd genomineerd voor een Oscar voor beste mannelijke bijrol.

## Verhaal
Martin Vail (Richard Gere) is een gewetenloze advocaat die alles doet voor de overwinning en roem. Wanneer Archbishop Richard Rushman (Stanley Anderson) afgeslacht wordt gevonden, kan de politie na een achtervolging de schuchtere misdienaar Aaron Stampler (Edward Norton) te pakken krijgen. Deze ontkent in alle toonaarden iets met de moord van doen te hebben, maar kan ook niet verklaren wat hij op de plaats van het delict deed. Vail voelt een grootschalige mediazaak aankomen en werpt zich op als Stamplers advocaat.
Vail moet het in de rechtszaal opnemen tegen zijn ex, aanklager Janet Venable (Laura Linney), voor wie er geen twijfel over bestaat dat de bedeesd stotterende Stampler de dader is. Psychologe Molly Arrington (Frances McDormand) wordt erbij gehaald om Stampler te onderzoeken. In de tussentijd gaat de beerput open over de praktijken die bisschop Rushman eropna hield, waarbij hij Stampler en enkele andere misdienaars seksueel misbruikte. 
Op bezoek in de gevangenis ondervindt Vail aan den lijve dat de schuchtere Aaron zich kan transformeren in de gewelddadige Roy. Vail concludeert dat Aaron een gespleten persoonlijkheid heeft: Roy neemt het van Aaron over als Aaron zich in het nauw gedreven voelt. 
Wanneer Venable Aaron onder druk zet in het verdachtenbankje, komt Roy op de proppen en valt deze haar fysiek aan. Stampler zegt op dat moment 'Roy' te heten, niet Aaron. Wanneer hij kalmeert, reageert hij weer op de naam Aaron. Hij vertelt niet te weten wat er is gebeurd tussen het moment dat Venable hem begon te ondervragen en het heden. Voor Vail wordt op dat moment de te voeren verdediging duidelijk.
Uiteindelijk slaagt Veil erin om Stapler onschuldig te laten verklaren, met als reden dat Stapler op het moment van de moord ontoerekeningsvatbaar was. In plaats van naar de gevangenis zal Stapler naar een psychiatrisch ziekenhuis gestuurd worden. Wanneer Veil Stapler vervolgens opzoekt om hem met het goede nieuws te feliciteren, bekent Stapler dat zijn zogenaamde gespleten persoonlijkheid een goed uitgevoerd acteerstukje was.

## Overige acteurs en actrices
Onder meer:
| Acteur         | Personage            |
| -------------- | -------------------- |
| Steven Bauer   | Joey Pinero          |
| John Mahoney   | John Shaughnessy     |
| Terry O'Quinn  | Bud Yancy            |
| Reg Rogers     | Jack Connerman       |
| Jon Seda       | Alex                 |
| Maura Tierney  | Naomi Chance         |
| Alfre Woodard  | Rechter Miriam Shoat |
| Andre Braugher | Tommy Goodman        |

## Prijzen
- Norton won voor zijn rol in Primal Fear een Golden Globe, Boston Society of Film Critics Award, Florida Film Critics Circle Award, Kansas City Film Critics Circle Award, Los Angeles Film Critics Association Award, Society of Texas Film Critics Award, Southeastern Film Critics Association Award (allen voor beste bijrol) en een Chicago Film Critics Association Award (voor meest veelbelovende acteur). James Newton Howard won de ASCAP Film and Television Music Award voor beste filmmuziek.

## Trivia
- Norton verscheen op de auditie al in de rol van Stampler en verdiende daarmee zijn plaats in de film.
- Gere en Linney stonden zes jaar later opnieuw tegenover elkaar in The Mothman Prophecies.